# اسلید گورتون
اسلید گورتون (به انگلیسی: Slade Gorton) سناتور سابق عضو حزب جمهوری‌خواه ایالات متحده آمریکا بود. وی در سال ۱۹۸۱ تا ۱۹۸۷ و ۱۹۸۹ تا ۲۰۰۱ میلادی سناتور ایالت واشینگتن در سنای ایالات متحده آمریکا بود.